# Andrena nitidiuscula
Andrena nitidiuscula là một loài ong trong họ Andrenidae. Loài này được Schenck miêu tả khoa học đầu tiên năm 1853.